# Compagnie aeree più grandi del mondo
Le statistiche sulla compagnie aeree sono redatte da vari organismi o enti internazionali. Di seguito alcune classifiche redatte in ordine di grandezza.

## Forbes 2015
| n.   | Compagnia aerea              | Nazione       | Fatturato (in miliardi di $) | Profitto (in miliardi di $) | Assets (in miliardi di $) | Market cap (in miliardi di $) |
| ---- | ---------------------------- | ------------- | ---------------------------- | --------------------------- | ------------------------- | ----------------------------- |
| 221  | American Airlines Group      | Stati Uniti   | 42,6                         | 2,9                         | 43,8                      | 33,5                          |
| 338  | Delta Air Lines              | Stati Uniti   | 40.3                         | 0,659                       | 54,1                      | 34,4                          |
| 345  | United Continental Holdings  | Stati Uniti   | 38,9                         | 1,1                         | 37,4                      | 23,1                          |
| 419  | International Airlines Group | Regno Unito   | 26,7                         | 1,3                         | 28,6                      | 18,2                          |
| 482  | Southwest Airlines           | Stati Uniti   | 18,6                         | 1,1                         | 20,2                      | 27,7                          |
| 703  | China Eastern Airlines       | Cina          | 14,6                         | 0,554                       | 26,4                      | 12,7                          |
| 772  | Japan Airlines               | Giappone      | 12,7                         | 1,5                         | 12                        | 11,3                          |
| 829  | Ryanair Holdings             | Irlanda       | 7,3                          | 1,1                         | 12,7                      | 16,5                          |
| 843  | China Southern Airlines      | Cina          | 17,6                         | 0,288                       | 30,6                      | 11,7                          |
| 882  | Cathay Pacific               | Hong Kong     | 13,7                         | 0,406                       | 22,2                      | 9,4                           |
| 916  | All Nippon Airways           | Giappone      | 15,9                         | 0,358                       | 19,3                      | 9,7                           |
| 932  | Deutsche Lufthansa           | Germania      | 39,8                         | 0,73                        | 37                        | 6,5                           |
| 1072 | Air France-KLM               | Francia       | 33,1                         | -0,263                      | 28,1                      | 2,7                           |
| 1079 | Singapore Airlines           | Singapore     | 12,1                         | 0,280                       | 17,7                      | 10,3                          |
| 1095 | Turkish Airlines             | Turchia       | 11                           | 0,832                       | 13,6                      | 4,8                           |
| 1127 | EasyJet                      | Regno Unito   | 7,5                          | 0,745                       | 7,3                       | 10,9                          |
| 1208 | Hainan Airlines              | Cina          | 5,8                          | 0,420                       | 19,7                      | 8,6                           |
| 1387 | Latam Airlines               | Cile          | 12.1                         | -0,103                      | 20,5                      | 4,8                           |
| 1390 | Korean Air                   | Corea del Sud | 11,3                         | -0,456                      | 21,3                      | 3,6                           |
| 1499 | Qantas Airways               | Australia     | 14                           | -2,2                        | 14,5                      | 5,5                           |
| 1506 | Alaska Air Group             | Stati Uniti   | 5,4                          | 0,605                       | 6,2                       | 8,2                           |
| 1887 | Air Canada                   | Canada        | 12                           | 0,91                        | 9,2                       | 2,7                           |

Nell'elenco precedente le compagnie aeree sono intese come holding, cioè, tutte le società ricomprese nel perimetro consolidato della holding; ad esempio per Deutsche Lufthansa si intende il gruppo Lufthansa che comprende anche Eurowings, Swiss, Brussels Airlines, Austrian Airlines, etc.
Dall'elenco precedente sono escluse le compagnie aeree che non sono quotate in borsa, come ad esempio Emirates.

## IATA WATS 2014
Nel 2014 la International Air Transport Association (IATA) ha redatto tre liste, due basate sui movimenti di passeggeri e una sul movimento merci.
Negli elenchi seguenti le compagnie aeree sono intese come singoli vettori e non come holding; ad esempio con Lufthansa ci si riferisce solamente alla Deutsche Lufthansa (IATA: LH; ICAO: DLH), escludendo quindi tutte le altre compagnie del gruppo.
| n. | Internazionali (in migliaia) | Internazionali (in migliaia) | Domestici (in migliaia) | Domestici (in migliaia) | Totale (Internazionali + Domestici) | Totale (Internazionali + Domestici) |
| -- | ---------------------------- | ---------------------------- | ----------------------- | ----------------------- | ----------------------------------- | ----------------------------------- |
| 1  | Ryanair                      | 86 370                       | Southwest Airlines      | 129 087                 | Delta Air Lines                     | 129 433                             |
| 2  | EasyJet                      | 56 312                       | Delta Air Lines         | 105 190                 | Southwest Airlines                  | 129 087                             |
| 3  | Lufthansa                    | 48 244                       | China Southern Airlines | 91 729                  | China Southern Airlines             | 100 683                             |
| 4  | Emirates                     | 47 278                       | American Airlines       | 67 761                  | United Airlines                     | 90 439                              |
| 5  | British Airways              | 35 364                       | United Airlines         | 64 731                  | American Airlines                   | 87 830                              |
| 6  | Air France                   | 31 682                       | China Eastern Airlines  | 57 986                  | Ryanair                             | 86 370                              |
| 7  | Turkish Airlines             | 31 016                       | US Airways              | 48 043                  | China Eastern Airlines              | 66 174                              |
| 8  | KLM                          | 27 740                       | Air China               | 46 466                  | easyJet                             | 62 309                              |
| 9  | United Airlines              | 25 708                       | All Nippon Airways      | 39,277                  | Lufthansa                           | 59 850                              |
| 10 | Delta Air Lines              | 24 243                       | Gol Linhas Aéreas       | 36 311                  | Air China                           | 54 577                              |

| n. | Internazionali (in milioni) | Internazionali (in milioni) | Domestici (in milioni)  | Domestici (in milioni) | Totale (Internazionali + Domestici) | Totale (Internazionali + Domestici) |
| -- | --------------------------- | --------------------------- | ----------------------- | ---------------------- | ----------------------------------- | ----------------------------------- |
| 1  | Emirates                    | 230 855                     | Southwest Airlines      | 162 445                | Delta Air Lines                     | 290 862                             |
| 2  | United Airlines             | 143 344                     | Delta Air Lines         | 158 075                | United Airlines                     | 287 547                             |
| 3  | Lufthansa                   | 138 663                     | United Airlines         | 144 203                | Emirates                            | 230 855                             |
| 4  | British Airways             | 133 943                     | China Southern Airlines | 130 839                | American Airlines                   | 208 046                             |
| 5  | Delta Air Lines             | 132 786                     | American Airlines       | 122 010                | China Southern Airlines             | 166 074                             |
| 6  | Air France                  | 126 493                     | US Airways              | 75 584                 | Southwest Airlines                  | 162 445                             |
| 7  | Ryanair                     | 108 173                     | China Eastern Airlines  | 71 945                 | Lufthansa                           | 143 403                             |
| 8  | Cathay Pacific              | 100 032                     | Air China               | 67 103                 | British Airways                     | 137 204                             |
| 9  | Singapore Airlines          | 94 664                      | JetBlue Airways         | 50 068                 | Air France                          | 134 528                             |
| 10 | Qatar Airways               | 91 800                      | Hainan Airlines         | 44 158                 | Air China                           | 112 247                             |

| n. | Internazionali (in milioni) | Internazionali (in milioni) | Domestici (in milioni)  | Domestici (in milioni) | Totale (Internazionali + Domestici) | Totale (Internazionali + Domestici) |
| -- | --------------------------- | --------------------------- | ----------------------- | ---------------------- | ----------------------------------- | ----------------------------------- |
| 1  | Emirates                    | 11 240                      | FedEx                   | 8 485                  | FedEx                               | 16 020                              |
| 2  | Cathay Pacific              | 9 464                       | UPS Airlines            | 5 282                  | Emirates                            | 11 240                              |
| 3  | Korean Air                  | 8 046                       | China Southern Airlines | 1 551                  | UPS Airlines                        | 10 936                              |
| 4  | FedEx                       | 7 535                       | Air China               | 1 042                  | Cathay Pacific                      | 9 464                               |
| 5  | Lufthansa                   | 7 050                       | China Eastern Airlines  | 776                    | Korean Air                          | 8 079                               |
| 6  | Singapore Airlines          | 6 019                       | Polar Air Cargo         | 763                    | Lufthansa                           | 7 054                               |
| 7  | Qatar Airways               | 5,997                       | All Nippon Airways      | 520                    | Singapore Airlines                  | 6 019                               |
| 8  | Cargolux                    | 5 753                       | Hainan Airlines         | 506                    | Qatar Airways                       | 5 097                               |
| 9  | UPS Airlines                | 5 654                       | Shenzhen Airlines       | 376                    | Cargolux                            | 5753                                |
| 10 | China Airlines              | 5 266                       | United Airlines         | 360                    | China Airlines                      | 5 266                               |